# Трубецкое (Омская область)
Трубецко́е — деревня в Азовском немецком национальном районе Омской области. Входит в Александровское сельское поселение.

## Физико-географическая характеристика
Деревня находится в лесостепной зоне Омской области в пределах Ишимской равнины, являющейся частью Западно-Сибирской равнины). Высота центра населённого пункта — 110 метров над уровнем моря. Гидрографическая сеть не развита: реки и озёра в окрестностях населённого пункта отсутствуют. Почвы лугово-чернозёмные солонцеватые и солончаковые.
Расстояние до районного центра села Азово по автомобильным дорогам составляет 20 км, до областного центра города Омск — 65 км.

## История
Решение о выделении участка под будущее поселение принято в 1904 году. Заселение участка № 54, Джангыз-Кудук, началось в 1905 году немцами, ранее самовольно переселившимися из Волынской губернии в урманы Тарского уезда. Верующие относились к евангельским христианам-баптистам. Позднее в посёлке поселились лютеране. Обустройство поселения началось с рытья землянок, позже начали строить дома из самана. В 1906 году построен казённый колодец. В 1910 году построен, а в 1911 году освящен баптистский молитвенный дом. В 1915 году открылась первая школа.
В годы Первой мировой войны посёлок принимает беженцев — немцев из Волыни, продолжается переселение из тарских урманов. В 1920 году образован сельсовет. С середины 1920-х годов начинают формироваться кооперативные формы хозяйствования: машинные товарищества «Триумф» (май 1926), «От сохи к машине» (1926). В начале 1930-х годов организован колхоз «Форвертс» (с 1941 — «Октябрь»). В 1939 году ликвидированы хутора, жители были перемещены в центр колхоза.
В 1951 году к колхозу «Октябрь» присоединён колхоз «Активист» (деревня Барсуковка). В 1979 году «Октябрь» вошёл в состав более крупного колхоза им. Тельмана (село Александровка), Трубецкое переходит на положение колхозной бригады.
В 1960-е годы в деревне появился фельдшерско-акушерский пункт, действовал клуб на 65 мест с киноустановкой, библиотека, 8-летняя школа. В 1980-е годы вместо клуба появился дом культуры, работала сезонная столовая, мастерская по ремонту одежды, баня, функционировали почта, телефон, детский сад. В начале 1990-х годов к деревне проложен асфальт.
В 1993 году колхозная бригада трансформирована в АО «Трубецкое». В 1998 году АО «Трубецкое» объединилось с ЗАО «Русь» (птицефабрика в Азово).

## Население
| 1909 | 1920 | 1925 | 1926 | 1989 | 2002  | 2006 |
| ---- | ---- | ---- | ---- | ---- | ----- | ---- |
| 224  | ↗740 | ↘504 | ↗588 | ↗655 | ↗1039 | ↘727 |
| 2010 | 2021 |      |      |      |       |      |
| ↘700 | ↘571 |      |      |      |       |      |

## Инфраструктура
В деревне действует средняя школа с преподаванием немецкого языка как родного, работают детский сад, центр немецкой культуры, библиотека, активно действует община евангельских христиан-баптистов.